# Bogidiella bermudensis
Bermudagidiella bermudiensis là một loài giáp xác thuộc họ Bogidiellidae. Nó là loài đặc hữu của Bermuda.